# Vajda-ház (Szeged)
A Vajda-ház (más ismert nevén a Weisz-ház) szegedi belváros egyik védett épülete. Helyén az 1850-es években még csatorna húzódott, a telek város felé eső részén pedig egy kisebb épület állt. 1859-ben engedélyezték a szegedi zsidóknak, hogy a zsinagóga környékén kívül is házat építsenek és ott lakjanak. Ezzel a lehetőséggel élt Weisz Sámuel, a gazdag zsidó borkereskedő, aki 1867-ben megvásárolta a telket, hogy ott lakó- és üzletházat építsen. Az épületet Hoffer Károly tervezte. A Vajda-ház nagyrészt napjainkig megőrizte eredeti formáját, földszintje elsősorban klasszicista, emelete romantikus stílusjegyeket hordoz. Az emeleten 16 szobát, a földszinten 8 üzlethelyiséget, alattuk szintén üzleti tevékenységre alkalmas pincéket alakítottak ki. Az épület U alakban veszi körbe udvarát, az udvar fölött függőfolyosó fut körbe. A nagy szegedi árvíz 1879-ben elérte az épületet, de nem okozott jelentős károkat. Az épületben eleinte csak az építtető Vajda-család élt, a ház 1911-től vált fokozatosan egyre több bérlő otthonává. Az épületben élt gyermekkorában Balázs Béla, későbbi filmrendező és Bauer Ervin, az elméleti biológia úttörője. Vendégként lakott az épületben Bartók Béla és Kodály Zoltán. A két világháború között bankfiókok, kisebb hivatalok és civilszervezetek működtek a Vajda-házban. A ház az 1950-es és '60-as években szerencsésen elkerülte a lakáshiány miatti emeletráépítési és homlokzat-egyszerűsítési hullámot.
Az épületet a 2000-es években felújították. Napjainkban az Olasz Kulturális Intézet, Olaszország konzulátusa, éttermek és kisvállalkozások működnek benne.